# 21558 Alisonliu
A 21558 Alisonliu (ideiglenes jelöléssel 1998 QW77) a Naprendszer kisbolygóövében található aszteroida. A LINEAR projekt keretében fedezték fel 1998. augusztus 24-én.